# Вітольдув (Ґостинінський повіт)
Вітольдув (пол. Witoldów) — село в Польщі, у гміні Щавін-Косьцельни Ґостинінського повіту Мазовецького воєводства.
Населення — 82 особи (2011).
У 1975-1998 роках село належало до Плоцького воєводства.

## Демографія
Демографічна структура станом на 31 березня 2011 року:
|          | Загалом | Допрацездатний вік | Працездатний вік | Постпрацездатний вік |
| -------- | ------- | ------------------ | ---------------- | -------------------- |
| Чоловіки | 43      | 9                  | 25               | 9                    |
| Жінки    | 39      | 6                  | 20               | 13                   |
| Разом    | 82      | 15                 | 45               | 22                   |